# 茲多米舍利
51°37′13″N 24°24′58″E / 51.62028°N 24.41611°E
茲多米舍利（烏克蘭語：Здомишель），是烏克蘭的村落，位於該國西部沃倫州，由科韋利區負責管轄，始建於1405年，面積1.25平方公里，海拔高度155米，2025年人口914，人口密度每平方公里732.96人。